# Stanisław Zieliński (czołgista)
Stanisław Zieliński (ur. 9 kwietnia 1919 w Rzyczkach, zm. 23 czerwca 2014 w Opolu) – oficer polskiej broni pancernej w randze pułkownika.

## Życiorys
Stanisław Zieliński był synem Władysława i Heleny Zielińskich. Miał także trzech braci: Jana, Władysława i Józefa. Przed wojną przeszedł przeszkolenie w Związku Strzeleckim. W czasie kampanii wrześniowej został ranny (ocaliły go dwie kobiety ukrywając w swoim domu, był operowany bez znieczulenia na Łyczakowie).
W 1940 otrzymał powołanie do Armii Czerwonej, gdzie przeszedł przeszkolenie jako działonowy czołgu. Po wykryciu udziału w walkach w 1939 został zesłany do łagru. Zwolniony z niego w 1943 trafił do formującego się 1 Korpusu Polskiego. Przeszedł kurs radiotelegrafisty z przydziałem do 2 Pułku Czołgów, w stopniu plutonowego. Został w nim strzelcem-radiotelegrafistą w czołgu T-34 217 (dowódca ppor. Mateusz Lach). Walczył pod Studziankami (czołg nr 217 jako pierwszy wjechał do wsi). W czasie walk o wyzwolenie Bydgoszczy został ranny. Szpital opuścił 10 kwietnia 1945. W stopniu starszego sierżanta otrzymał przydział na dowódcę wyremontowanego czołgu nr 217 (T-34-85) wraz z nową załogą. Czołg został włączony w skład kompanii por. Pawła Dobrynina, która została skierowana z 1 Brygady Pancernej do 4 Pułku Czołgów Ciężkich. Czołg Zielińskiego, jako ostatni sprawny z kompanii, osiągnął brzeg Łaby 5 maja 1945 kończąc szlak bojowy.
Po wojnie Stanisław Zieliński pozostał w wojsku. Ze względu na swoją walkę w szeregach Obrony Narodowej został wydalony z kursu oficerskiego. Ostatecznie otrzymał stopień kapitana, jednak w 1956 został zdegradowany do stopnia szeregowca za zakazanie podkomendnym otwarcia ognia w czasie strajków poznańskich (dowodził kompanią pancerną) i zablokowanie przejazdu. Ostatecznie stopień został mu zwrócony ze względu na zasługi w czasie wojny. Służbę zakończył w randze pułkownika.
W 1964 z inicjatywy płk Janusza Przymanowskiego w Studziankach Pancernych zbudowano Mauzoleum uczestników bitwy. Na cokole pomnika został postawiony otrzymany od Armii Radzieckiej czołg T-34 z działem kal. 76 i wieżą późnego okresu produkcji. Pomalowano go w barwy czołgu 217, w którym służył Zieliński.
Płk Stanisław Zieliński zmarł w Opolu, gdzie zamieszkał po wojnie. Był on jednym z pierwowzorów Janka Kosa z powieści i serialu telewizyjnego pt. Czterej pancerni i pies, który tak jak on był strzelcem-radiooperatorem, a po wyjściu ze szpitala został dowódcą czołgu.

## Odznaczenia
- Krzyż Srebrny Orderu Virtuti Militari[6]
- Złoty Krzyż Zasługi
- dwukrotnie Krzyż Walecznych
- Złoty, Srebrny Krzyż Zasługi
- Srebrny Medal „Zasłużonym na Polu Chwały”
- Brązowy Krzyż Zasługi
- Brązowy Medal „Zasłużonym na Polu Chwały”
- Medal za Warszawę 1939–1945
- Medal za Odrę, Nysę, Bałtyk
- Medal Zwycięstwa i Wolności 1945
- komplet Medalu „Siły Zbrojne w Służbie Ojczyzny”
- Medal „Za udział w walkach o Berlin”
- Brązowy Medal „Za zasługi dla obronności kraju”
- Medal „Za wyzwolenie Warszawy” – Związek Radziecki
- Medal „Za zdobycie Berlina” – Związek Radziecki
- Medal „Za zwycięstwo nad Niemcami w Wielkiej Wojnie Ojczyźnianej 1941–1945” – Związek Radziecki

i inne.